# Mathieu Kessels

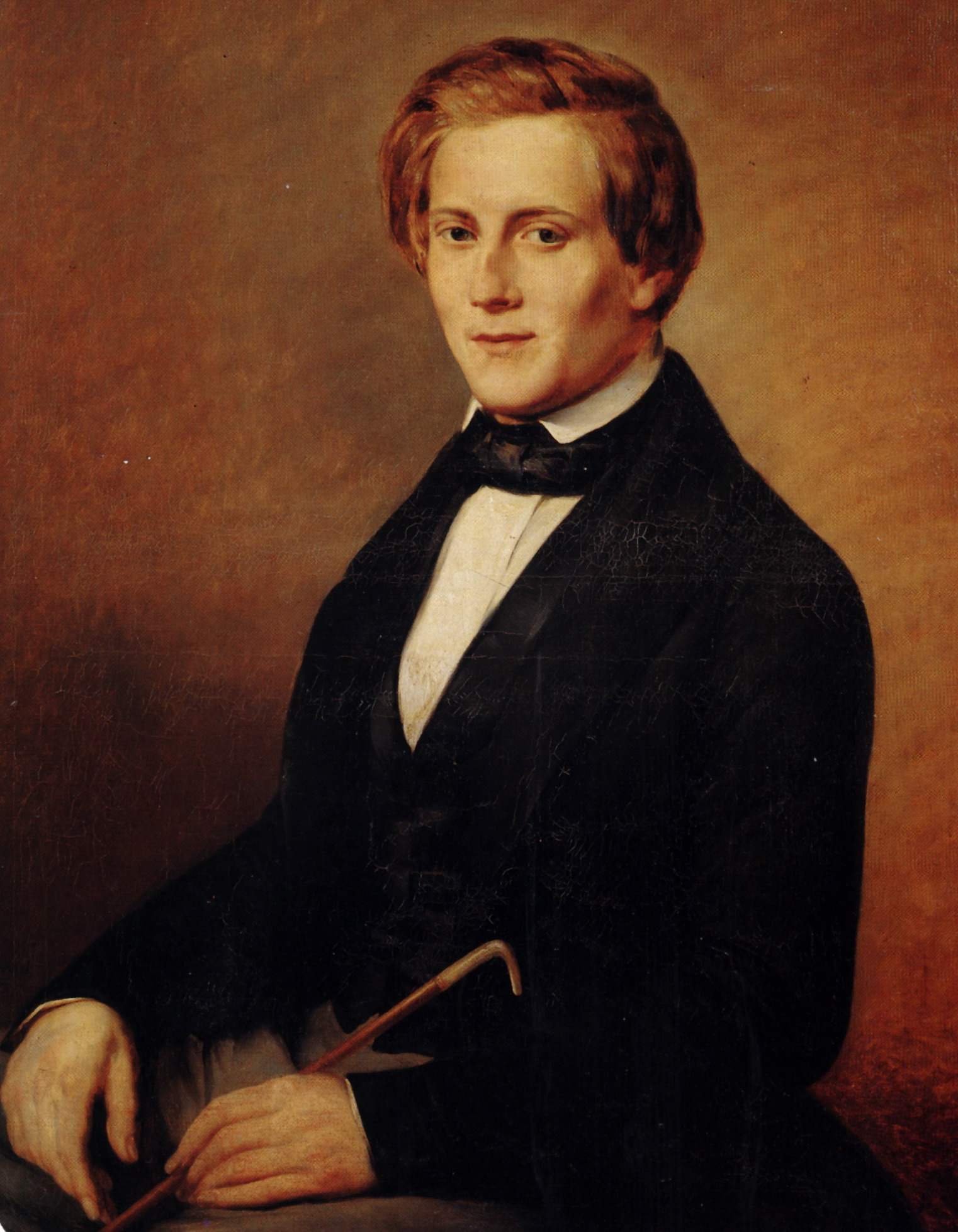
Porträt von Mathieu Kessels, ca. 1820–25, von einem unbekannten Maler

Mathieu Kessels (* 20. Mai 1784 in Maastricht, Niederlande; † 3. März 1836 in Rom) war ein Bildhauer.

## Leben und Wirken
Kessels lernte nach dem Tod seines Vaters zunächst in Venlo und Paris die Goldschmiedekunst, ehe er sich nach Hamburg begab, wo sein Bruder als Architekt tätig war. Im Jahr 1806 ging er für fast 8 Jahre nach Sankt Petersburg, um bei Joseph Camberlain die Bildhauerei zu erlernen. Er fertigte ein Werk zur Hochzeit des Prinzen Wilhelm von den Niederlanden mit der Großherzogin Anna Pawlowna aus Russland an. Später erhielt er durch König Wilhelm eine Penionszahlung, die sein Auskommen sicherte.
1817 kehrte er in seine Heimat zurück und lebte in wieder in Maastricht. Er besuchte für vier Monate die Schule von Anne-Louis Girodet-Trioson in Paris und kam schließlich nach Rom, wo er in Thorvaldsens Atelier die Basreliefs Tag und Nacht ausführte. 1819 gewann er mit seinem Bild des Hl. Sebastian einen von Canova ausgesetzten Preis.
Mathieu Kessels war der jüngere Bruder des bedeutenden Altonaer Chronometermachers und Präzisionsuhrenherstellers Heinrich Johann Kessels (1781–1849).

## Werke (Auswahl)

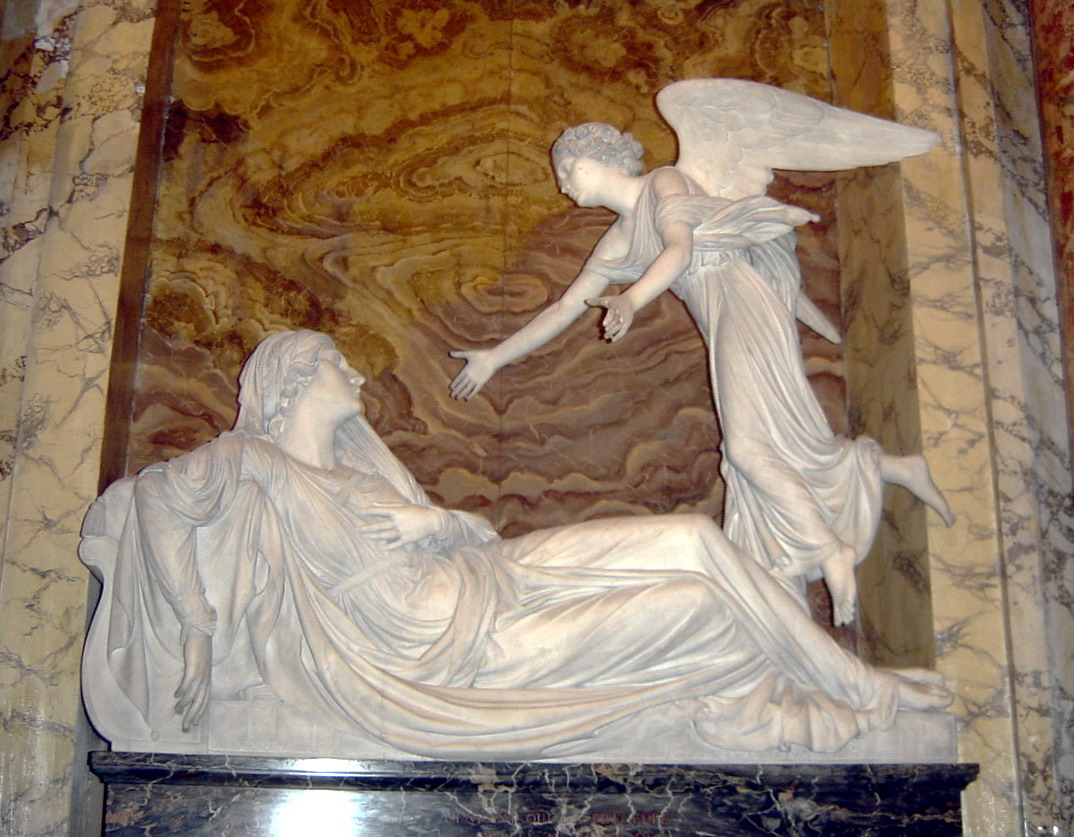
Grabmal für die Gräfin von Celles (San Giuliano dei Fiamminghi, Rom)

- Amor den Pfeil schärfend, für Berwich D’Alba angefertigt
- Genius der Künste (Königliche Museen der Schönen Künste, Brüssel) angefertigt für M. Poublon aus Florenz
- Büste des Admirals Maarten Tromp in der Walhalla, Landkreis Regensburg, 1825 angefertigt in Rom
- Christuskopf
- Sintflut-Szene: Mann, Weib und Kind, in kolossaler Größe, die ihn als einen von der Thorvaldsen-Schule unabhängigen Naturalisten kennzeichnet. (Königliche Museen der Schönen Künste, Brüssel)

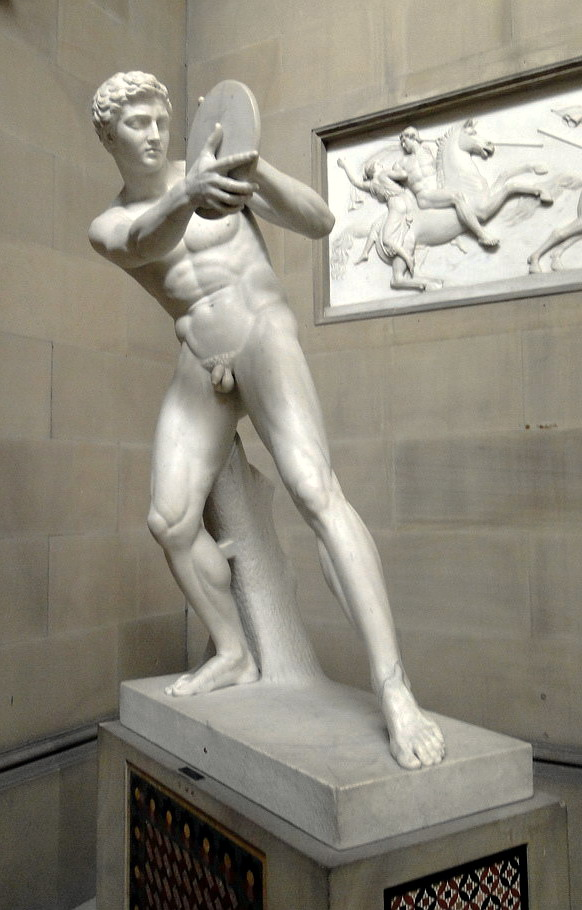
Diskuswerfer (Chatsworth House)
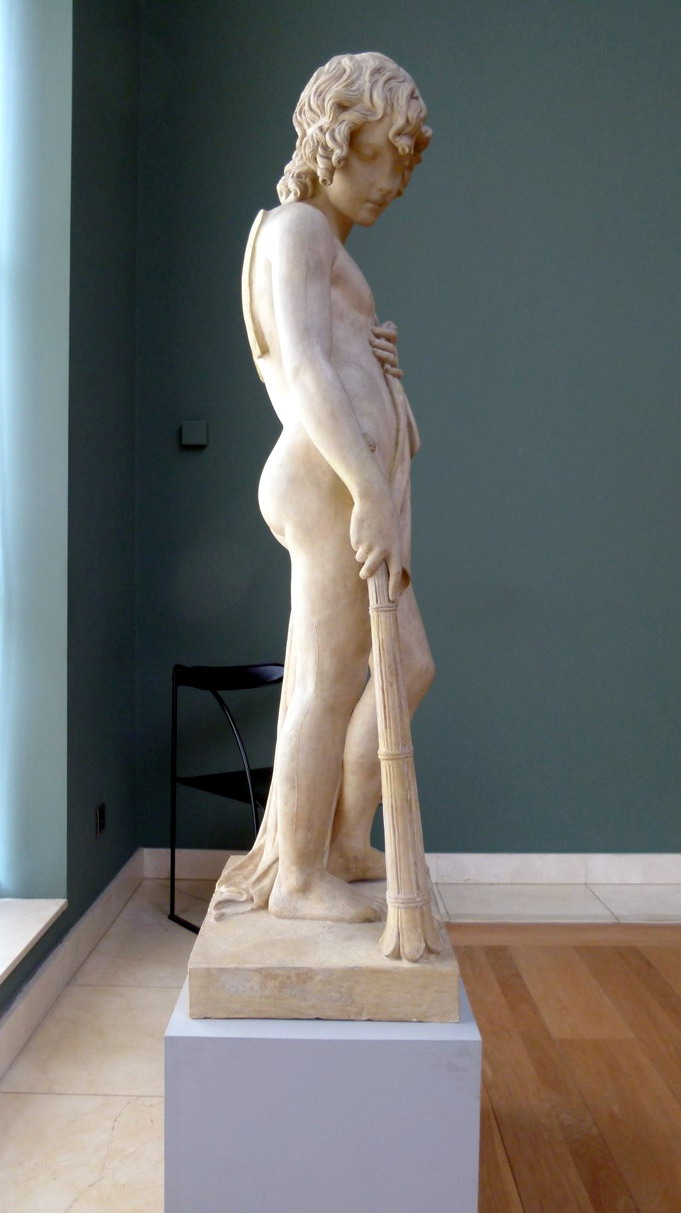
Genius der Künste
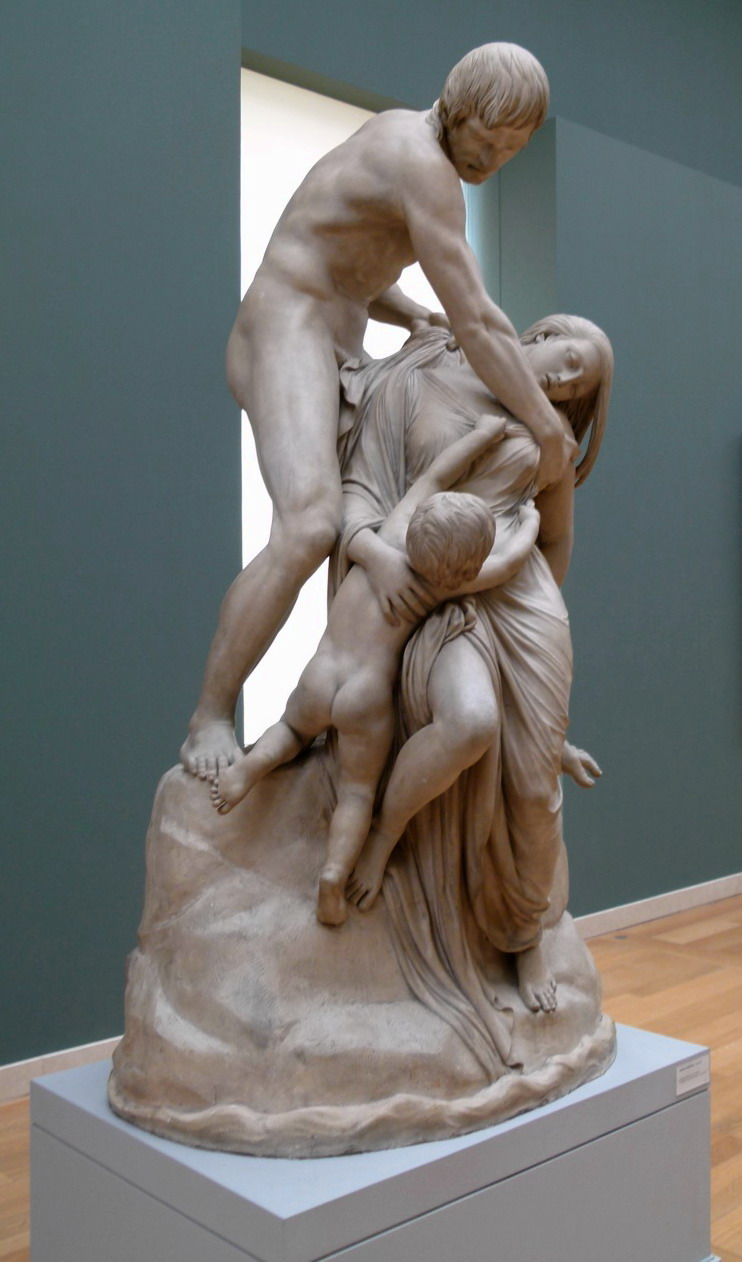
Sündflut-Szene
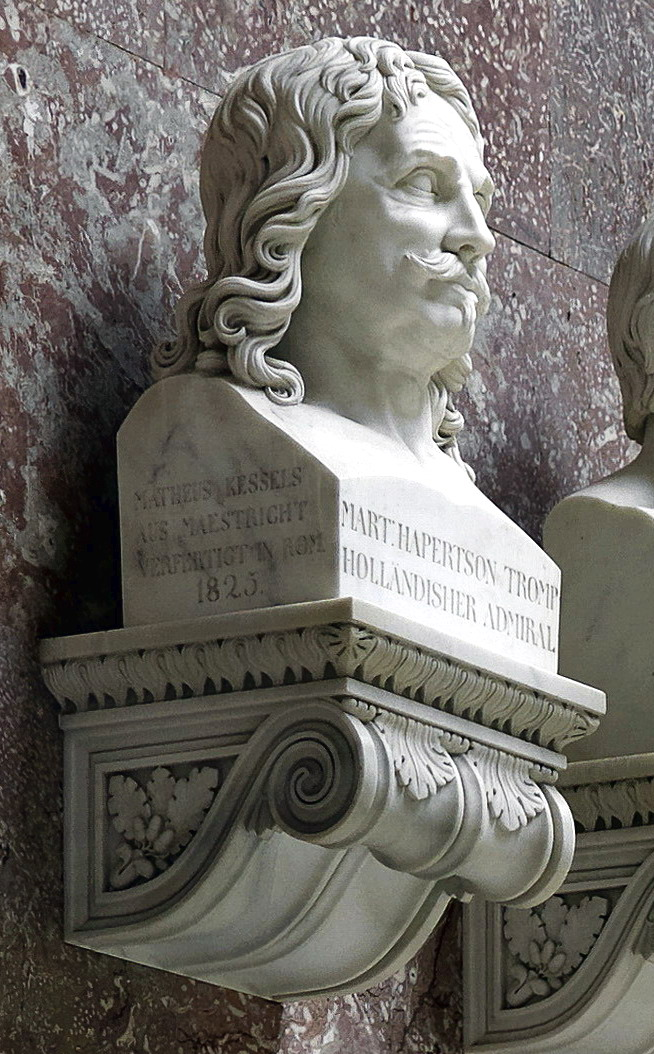
Admiral Tromp (Büste)